# Hemicharilaus brunneri
Hemicharilaus brunneri är en insektsart som först beskrevs av Henri Saussure 1899.  Hemicharilaus brunneri ingår i släktet Hemicharilaus och familjen Charilaidae. Inga underarter finns listade i Catalogue of Life.